# 팍주까귀
팍주까귀는 티베트 불교 까귀파의 한 분파이다. 쇠남린첸의 제자 도제개뽀가 1158년 중부 티베트 팍모주(帕木竹)에 댄사티 사원을 세운 것이 시작이다. 민중은 도제개뽀를 팍모주빠라고 불렀고, 줄여서 팍주라고도 했는데 여기서 팍주까귀란 이름이 나왔다.